# Harald Klem
Harald Robert Severin Klem (født 21. juni 1884 i Tikøb, død 24. juli 1954 i København) var en dansk gymnast og svømmer, som deltog i de olympiske mellemlege 1906 og de olympiske lege 1908.
Ved mellemlegene vandt han og 17 andre danske deltagere sølvmedalje i holdgymnastik, I konkurrencen deltog seks hold, og vindere blev Norge med 19,00 point, mens danskerne fik 18,00 og et italiensk hold fra Pistoja/Firenze vandt bronze med 16,71 point. Hans bror, Erik Klem, deltog på samme hold ved mellemlegene.
Harald Klem deltog ligeledes i holdgymnastik ved de olympiske lege to år senere. Her opnåede Danmark en fjerdeplads af otte hold, mens Sverige, Norge og Finland fordelte medaljerne blandt sig.
Ved de samme lege konkurrerede Klem også i svømning. Han svømmede individuelt 100 m fri og 200 m brystsvømning, hvor han ikke kvalificerede sig fra indledende heat; placeringen i heatet i fri svømning er ikke registreret, mens han i brystsvømning blev nummer 3. Endelig var han på holdet i 4×200 m fri, hvor deltagerne var direkte i semifinalen. Danmark blev nummer 2 i tiden 12:53,0 minutter, hvilket ikke kvalificerede til finalen. De øvrige danske svømmere i holdkapsvømningen var Poul Holm, Ludvig Dam og Hjalmar Saxtorph.